# 磁性流体シール
磁性流体シール（じせいりゅうたいシール、英: Ferrofluidic seal）は、磁性流体を使用した回転シールの一種である。磁性流体シールは永久磁石による非接触の磁気回路中に磁性流体を磁場により保持されることで、非接触のシールを形成している。

## 概要
磁性流体シールは殆どメンテナンスを必要とせず、非常に漏れが小さい回転シールである。主に使用されるものはクリーン環境や真空に対する回転導入で実際の製品はケースやシャフトを含むスピンドル形状で提供されている。これは、ベアリングを内部に組み込んだスピンドルである。ベアリングは2つの重要な機能を持っている。一つは回転の支持でありシャフトにかかる荷重を支持している。もう一つは非接触の磁気回路の微小間隙を保ち、シャフトを流体中に保持し機械的な摩擦を無くすことである。
微小間隙に充填された磁性流体は微小間隙に入り込み液体Oリングを形成する。液体Oリングは磁気回路の磁場により保持され空間を遮断し、回転しても接触せず隙間のないシールを形成することができる。よってメンテナンスサイクルは非常に長く、通常、非常に低い損失トルクのシールとなる。磁性流体シールのベースオイルを適切に選択することと内部への冷却水導入により10-6Pa以下、1,000℃、何万rpmでもシールを保持する。
磁性流体シールは磁性流体という液体によりシールされるため他の液体をシールすることはできない。すなわち多くの場合、磁性流体シールによって水や油など他の液体のシールである遮蔽や漏洩防止手段とすることはできない。通常シールを対象とする使用環境は、大気、ガス、真空である。磁性流体シールは温度や、圧力、回転数、荷重などより制限がある。但し、これらの限界は使用環境を選ぶか、磁性流体シールの構造設計によりクリアすることができる。

## 適用例
磁性流体シールは圧力差を保てない防塵シールと圧力差を保てる真空シールとに分けられる。これは磁性流体シールの構造により分けられ、圧力差を保てない防塵シールは磁石（多くはプラスチック磁石やゴム磁石）を透磁率の高いリング状の金属により製作された磁極片により挟み込んだ簡単な構造のものが多い。身近な利用例としてパソコンなどに内蔵されるHDDの軸受に採用され、耐久性の向上と回転の騒音減少を図っている。
これに対して真空シールは希土類磁石を使用し、多段式の磁性流体のリングを形成できるように軸、もしくは磁極片にエッジを形成し回転軸と固定側の磁極片との空間を極めて狭く管理しなければならない。空間を狭くすることにより磁場を強くし、強力に磁性流体が保持されることにより1気圧差を保てる真空シールとなる。
- 防塵シール
  - HDD
  - クリーンルーム用ロボット
- 真空シール
  - CVD装置
  - PVD装置
  - イオン注入装置
  - シリコン単結晶引上げ炉
  - 他、真空装置、加圧炉など